# Gustav & The Seasick Sailors
Gustav and the Seasick Sailors är ett kollektiv musiker som drivs av sångaren och låtskrivaren Gustav Haggren från Helsingborg numera bosatt i Malmö. 
Gustav and the Seasick Sailors bildades 2004 då de också släppte första skivan "Vagabonds Polka" på skivbolaget Marilyn Records. Deras singlar "Nightlife" och "Vagabonds Polka" spelades på både MTV och ZTV. Bandet har uppträtt på festivaler som Arvikafestivalen och Tullakrokfestivalen och har öppnat för bland andra Tiger Lou, Christian Kjellvander, Sugarplum Fairy och Eskobar. 2006 släpptes bandets andra album uppföljaren "Sirkus".

## Medlemmar
- Gustav Haggren - Sång & Akustisk gitarr
- Victor Widerberg - Elgitarr
- Patrik Anderson - Trummor
- Johan Olsson - Trumpet
- Jon Mattsson - Bas & kör
- Kristian Rimshult - Piano & kör